# Phyllanthus retinervis
Phyllanthus retinervis är en emblikaväxtart som beskrevs av John Hutchinson. Phyllanthus retinervis ingår i släktet Phyllanthus och familjen emblikaväxter. Inga underarter finns listade i Catalogue of Life.